# Wellington Harbour

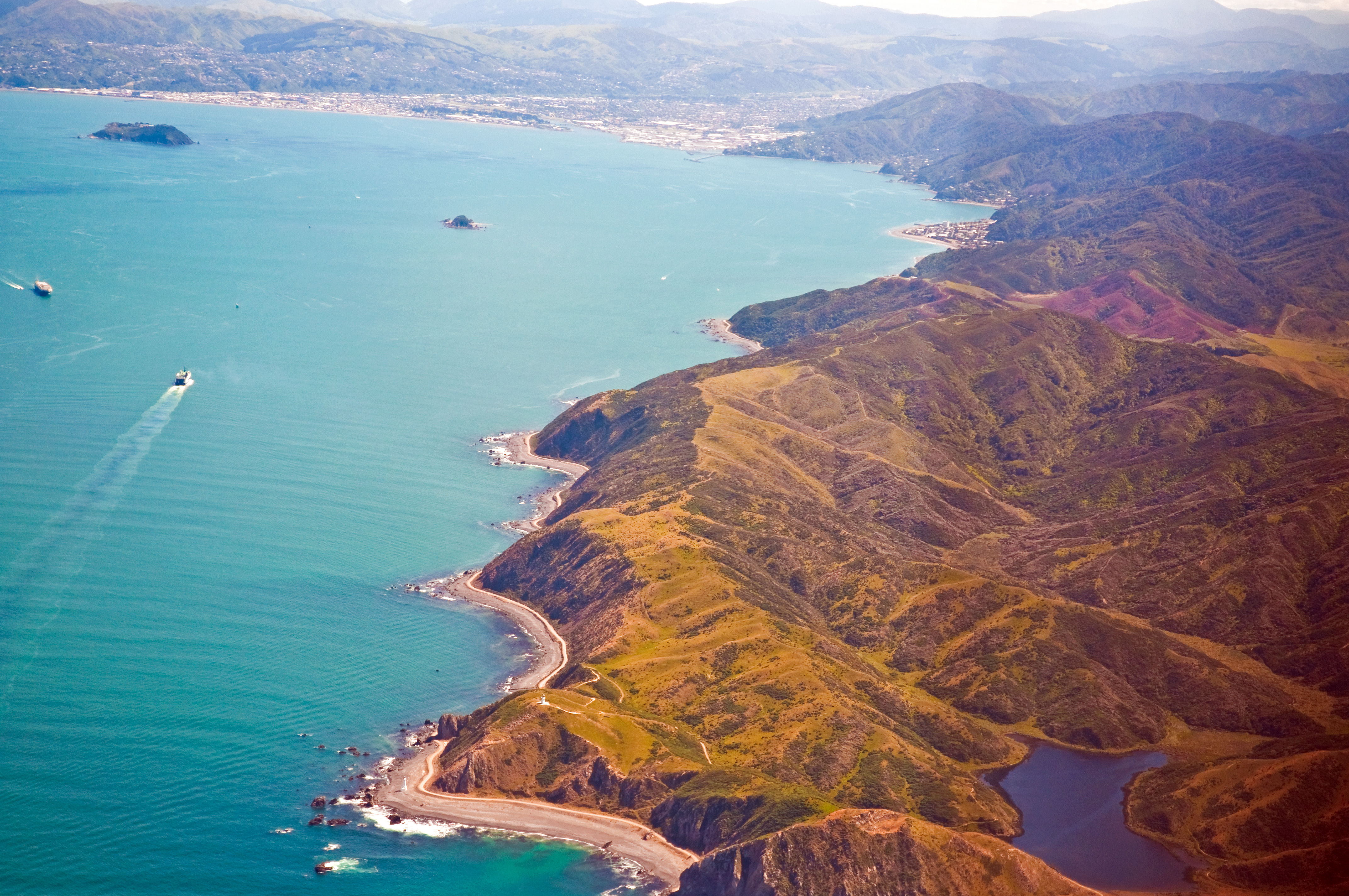
Östliche Uferseite mit Blick auf Hutt City

Wellington Harbour ist ein Naturhafen in der Region Wellington Harbour auf der Nordinsel von Neuseeland.

## Namensherkunft
Der Naturhafen wurde 1984 in Wellington Harbour umbenannt. Zuvor kannten europäische Siedler das Gewässer nur unter dem Namen Port Nicholson, für dessen Namen, so eine Version der Geschichte, der Leiter der Expedition der ersten New Zealand Company nach Neuseeland, James Herd, verantwortlich zeichnete. Als Herd mit seinem Schiff 1826 erstmals in den Naturhafen einlief, soll er diesen Namen vergeben haben. Eine andere Version gibt Captain Barnett als Urheber des Namens Port Nicholson an. Er lief nachweislich ebenfalls 1826 mit seinem Schiff, der Lambton, in den Hafen ein, fertigte eine Karte des Gewässers mit Tiefenangaben an und soll das Gewässer nach dem Hafenmeister von Sydney, Kapitän John Nicholson benannt haben.
Die ortsansässigen Māori nannten den Naturhafen Te Whanganui-a-Tara (Der große Hafen des Tara), der ein Urahn ihres Stammes war.

## Geographie
Der 78 km2 große Wellington Harbour befindet sich am südwestlichen Ende der Nordinsel von Neuseeland, zwischen den Städten Wellington im Südwesten und Westen, Hutt City im Norden und der Bergkette der Remutaka Range an der Ostseite des Gewässers. Nach Süden hin öffnet sich der Naturhafen über einen rund 1,5 km breiten Zugang zur Cook Strait zwischen Hinds Point auf der Ostseite und Point Dorset auf der Westseite. Mit einer Längenausdehnung von rund 12 km und einer maximalen Breite von 10,1 km erstreckt sich die Küstenlinie des Gewässers über rund 50 km.
Während die Küstenlinie des Wellington Harbour im Westen und Norden gradlinig verläuft, ist der südliche Teil durch die beiden großen Buchten Lambton Harbour und Evans Bay geprägt. Das Ostufer verläuft, mit kleinen seichten Buchten versehen, auf einer Linie in südsüdwestlicher Richtung bis zum Hafeneingang.
Einziger bedeutsamer Zufluss zu dem Naturhafen stellt der Te Awa Kairangi / Hutt River dar, dessen Mündungsgebiet im nordöstlichen Teil des Hafens liegt. Alle anderen Zuflüsse rund um den Wellington Harbour sind in der Kategorie Streams (Bäche) angesiedelt. Alle zusammen entwässern ein Gebiet von 725 km2 Größe.
In der Mitte des Naturhafens liegen die beiden Inseln Mokopuna Island und Matiu / Somes Island, wobei letztere mit einer Länge von 1,1 km und einer Breite von 0,53 km die mit großem Abstand größere Insel von beiden ist. Mākaro / Ward Island befindet sich rund 3,5 km weiter südlich und das knapp 1 km lange Barret Reef liegt im Hafeneingang, 1,1 km östlich von Palmer Head und dem Gibraltar Rock.

## Geologie
Wellington und der westliche Teil des Wellington Harbour liegen auf der Wellington Fault, einer tektonischen Verwerfung, die von Südwesten nach Nordosten verläuft und Teil der Plattenverschiebung zwischen der Australischen Platte und der Pazifischen Platte ist. Die Platten bewegen sich mit einer Geschwindigkeit von rund 3,5 cm pro Jahr gegeneinander.
Eine weitere Verwerfung, die die Geologie und Topologie des Naturhafens und seiner Umgebung maßgeblich bestimmt, ist die Wairarapa Fault, die rund 17 km östlich fast parallel zur Wellington Fault verläuft. Bekannt wurde die Verwerfung durch die Erdbeben des Jahres 1855 und die beiden Erdbeben des Jahres 1942. Das Beben im Jahr 1855 veränderte nachweislich den Boden und die Uferlandschaft des Naturhafens erheblich. Eine Anhebung der Landschaft von bis zu 6,4 m sind dokumentiert. Eine Verkleinerung der Hafenfläche war die Folge. So verschob sich beispielsweise die Uferlinie in Höhe der Anlegestelle am Lambton Quay um etwa 300 Meter ostwärts.
Überlieferung der Māori sprechen davon, das der Wellington Harbour ursprünglich zwei Hafeneingänge besaß. So soll die Halbinsel Te Motu Kairangi / Miramar Peninsula früher noch eine Insel gewesen sein und ein Erdbeben im 15. Jahrhundert die Passage, von den Māori Haowhenua genannt, durch Anhebung des Bodens die Insel mit dem westlich liegenden Festland verbunden haben. Heute befindet sich auf dem so neu gewonnenem Land der Flughafen der Stadt Wellington.

## Geschichte
Anfang 1840 kamen die ersten Siedler, angeworben von der New Zealand Company, in die Gegend des heutigen Wellington und ankerten zunächst noch mit ihren Schiffen in der Bucht von Petone, am nördlichen Ende des Port Nicholson, heute Wellington Harbour genannt. Doch die Ankerplätze lagen im Flachwasserbereich, und das Siedlungsgebiet von Petone befand sich im sumpfigen Gelände, das zudem schnell überflutet werden konnte. So suchten die Siedler nach geeigneteren Plätzen und zogen im April 1840 in die Gegend des heutigen Lambton Harbour. Dort war das Wasser tiefer, und die Ankerplätze waren besser vor Winden geschützt. 1865 wurde Wellington offizielle Hauptstadt der noch jungen Kolonie Neuseeland. Mit der Entwicklung des Hafens am Lambton Quay entwickelte sich auch die Stadt. Der Lambton Harbour war über lange Zeit Umschlagplatz für Waren aller Art und Fährhafen für die Fährverbindungen nach Picton zur Südinsel des Landes. Mit der Umstellung des Gütertransports auf Container in den 1970er Jahren, verlagerten sich die Warenumschlagplätze etwas weiter nördlich des Lambton Harbour, wo mehr Platz zur Entwicklung eines Industriehafens zur Verfügung stand.
1877 wurde nördlich des Wellington Harbour das Hutt County gegründet, das damals die beiden Siedlungen von Upper Hutt und Lower Hutt umfasste. 1891 bekam Lower Hutt den Status einer Borough und 1941 den einer City. 1989 wurden die Orte Petone, Wainuiomata und Eastbourne zu Lower Hutt eingemeindet. Upper Hutt bekam 1908 einen eigenen Stadtrat, wurde im Februar 1926 eine Borough und 1966 zur City ernannt.

## Hafennutzung
Aufgrund seiner geologischen Struktur und seinen zum Teil widrigen Witterungsbedingungen werden die wenigen Strände, die sich fast ausschließlich an den Ostufern des Naturhafens befinden, wenig zum Baden oder Wassersport genutzt. Von den vier Yachthäfen aus, drei in Wellington und einer in Hutt City, sind Segeltörns im Hafengebiet möglich.

### CentrePort
Große Bedeutung für Wellington und die Region besitzt der kommerziell genutzte Teil des Hafens im Südwesten des Naturhafens. Dort wickelt der Hafenbetreiber CentrePort Wellington den Warenumschlag der Seefracht für die gesamte Region ab. Des Weiteren ist der Betreiber für die Hafensicherheit, für den sicheren Fährbetrieb und die Abfertigung von Kreuzfahrtschiffen zuständig. Die Bedeutung des Hafens auch für die Wirtschaft des gesamten Landes zeigt sich darin, dass die Hafenwirtschaft 2017 mit einem Anteil von 25,8 % am Bruttoinlandsprodukt des Landes beteiligt war. Dabei wurden 1,4 Millionen Passagiere abgefertigt und Waren im Wert von 22 Mrd. NZ$ umgeschlagen.

### Fährbetrieb
Mit den beiden Fährunternehmen Interislander und Blue Bridge stehen zwei Betreiber von Fährverbindungen zwischen dem Hafen von Wellington auf der Nordinsel und dem von Picton auf der Südinsel zur Verfügung. Über die Fähren, die die 92 km lange Strecke mit rund drei Stunden Fahrzeit mehrmals täglich bedienen, wird neben den Personen- und Kraftfahrzeugtransport auch der gesamte Stückgutverkehr zwischen den Inseln abgewickelt.
Des Weiteren gibt es eine tägliche Personenfährverbindung zwischen Wellington, den Stadtteilen Petone und Eastbourne von Hutt City und der Insel Matiu / Somes Island, die von der Firma EastbyWest betrieben wird.